# Drake-formula

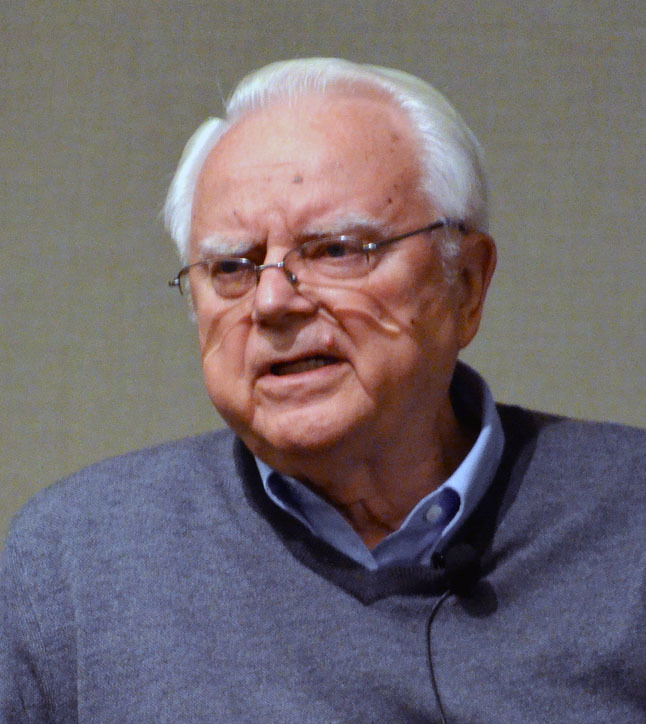
Frank Drake

A Drake-formulát (vagy Drake-képletet) dr. Frank Drake alkotta meg 1960-ban. A képlet célja szerint megbecsüli egy adott csillagközi térrészben levő, egymással kommunikálni képes civilizációk számát. 

## Leírása
Legismertebb formája a következő:
{\displaystyle N=R^{*}\times f_{p}\times n_{e}\times f_{l}\times f_{i}\times f_{c}\times L}
- N az egymással kommunikálni képes civilizációk száma
- {\displaystyle R^{*}} a csillagok keletkezésének gyorsasága (db/év) a Tejútrendszerben
- {\displaystyle f_{p}} a bolygórendszerrel rendelkező csillagok aránya
- {\displaystyle n_{e}} a lakható bolygók átlagos száma egy bolygórendszerben
- {\displaystyle f_{l}} az élet kialakulásának valószínűsége
- {\displaystyle f_{i}} értelmes lények kialakulásának valószínűsége
- {\displaystyle f_{c}} technikai civilizáció kialakulásának valószínűsége
- {\displaystyle L} a technikai civilizáció várható élettartama (a kommunikációnak kétirányúnak kell lennie)

A képletben szereplő tényezők számértéke sajnos majdnem teljes mértékben ismeretlen. A csillagok számán kívül mindegyik másik tényezőt csak találgathatjuk. Az újonnan fölfedezett exobolygók száma talán ad egy becslést a második tényezőre. A többiről csak annyit tudhatunk, hogy ha a vizsgált térrészbe a Tejútrendszer is beletartozik, akkor egyik sem nulla.
A Drake és kollégái által használt értékek:
- R* = 10/év (10 csillag keletkezik évente)
- fp = 0,5 (a csillagok felének lesznek bolygói)
- ne = 2 (csillagonként 2 bolygó lesz lakható)
- fl = 1 (mindegyik lakható bolygón ki fog alakulni az élet)
- fi = 0,01 (ezek közül minden századik lesz intelligens)
- fc = 0,01 (ezek közül minden századik lesz kommunikációra képes)
- L = 10 000 év (a civilizáció élettartama)

Ha ezeket az értékeket behelyettesítjük a képletbe, 10 velünk kommunikálni képes civilizációt kapunk.

## Kritikája
A Drake-formula napjainkra túlhaladottá vált, mert minden egyes tényezőjében akkora bizonytalanság van, ami lehetetlenné teszi még a nagyságrendi becslést is, emellett például egyáltalán nem biztos, hogy csak csillagok körül keringenek bolygók. A becslés pontatlanságára jellemző, hogy maga Drake 2008-ban 10 000-re becsülte a galaxison belül élő fejlett civilizációk számát, ezerszer nagyobbra, mint kitalálásakor. A formula néhány tényezőjének megértésére csak nagyszámú idegen civilizáció ismeretében lesz lehetőség, ekkor viszont a használata válik szükségtelenné. Emellett a képlet eredményeként megjelenő szám, még ha igaz is, keveset mond magáról a Földön kívüli intelligencia létrejöttéről, nagyon más például az, ha az élet sok helyen létrejön, de kevés helyen fejlődik intelligenssé, és más az, ha az élet ritka, de szükségképpen intelligens. A formula nem veszi figyelembe azt sem, hogy a feltételezett civilizációk a közöttük lévő nagy távolságok miatt nem tudnak egymással feltétlenül kommunikálni.
Mivel azonban az idegen civilizációkról – ha léteznek – semmit nem tudunk, ezért a képlet, illetve annak kritikája gyakran előkerül.